# توواندا (کانزاس)
توواندا (به انگلیسی: Towanda) شهری در ایالت کانزاس کشور ایالات متحده آمریکا است که جمعیت آن در سرشماری سال ۲۰۱۰ میلادی، ۱٬۴۵۰ نفر بوده‌است.